# Challenger of Dallas
El Challenger of Dallas es un torneo profesional de tenis. Pertenece al ATP Challenger Series. Se juega desde el año 1998 sobre pistas duras, en Dallas, Estados Unidos.
Desde el año 2015 y por razones de patrocinio el torneo se llama RBC Tennis Championships of Dallas 2015.

## Palmarés

### Individuales
| Año  | Campeón              | Finalista          | Resultado           |
| ---- | -------------------- | ------------------ | ------------------- |
| 2019 | Mitchell Krueger     | Mackenzie McDonald | 4–6, 7–6 (3), 6–1   |
| 2018 | Kei Nishikori        | Mackenzie McDonald | 6-1, 6-4            |
| 2017 | Ryan Harrison        | Taylor Fritz       | 6-3, 6-3            |
| 2016 | Kyle Edmund          | Daniel Evans       | 6-3, 6-2            |
| 2015 | Tim Smyczek          | Rajeev Ram         | 6-2, 4-1 (retiro)   |
| 2014 | Steve Johnson        | Malek Jaziri       | 6-4, 6-4            |
| 2013 | Rhyne Williams       | Robby Ginepri      | 7-5, 6-3            |
| 2012 | Jesse Levine         | Steve Darcis       | 6-4, 6-4            |
| 2011 | Alex Bogomolov Jr.   | Rainer Schüttler   | 7-6(5), 6-3         |
| 2010 | Ryan Sweeting        | Carsten Ball       | 6-4, 6-2            |
| 2009 | Ryan Sweeting        | Brendan Evans      | 6-4, 6-3            |
| 2008 | Amer Delic           | Stéphane Bohli     | 6-4, 7-5            |
| 2007 | Robert Kendrick      | Benedikt Dorsch    | 6-3, 6-4            |
| 2006 | Kevin Kim            | Robert Kendrick    | 1-6, 6-4, 6-1       |
| 2005 | Michael Ryderstedt   | André Sá           | 6-7(2), 7-6(5), 6-2 |
| 2004 | Sébastien de Chaunac | Amer Delic         | 6-4, 7-6(3)         |
| 2003 | Simon Greul          | Justin Gimelstob   | 6-3, 7-6(5)         |
| 2002 | Jeff Morrison        | Martin Verkerk     | 6-4, 6-4            |
| 2001 | Dmitry Tursunov      | Justin Bower       | 6-2, 6-4            |
| 2000 | No se disputó        | No se disputó      | No se disputó       |
| 1999 | André Sá             | Jimy Szymanski     | 7-5, 4-6, 6-4       |
| 1998 | Daniel Nestor        | Cristiano Caratti  | 6-1, 6-2            |

### Dobles
| Año  | Campeones                                 | Finalistas                                | Resultado            |
| ---- | ----------------------------------------- | ----------------------------------------- | -------------------- |
| 2019 | Marcos Giron Dennis Novikov               | Ante Pavić Ruan Roelofse                  | 6–4, 7–6 (3)         |
| 2018 | Jeevan Nedunchezhiyan Christopher Rungkat | Leander Paes Joe Salisbury                | 6–4, 3–6, [10–7]     |
| 2017 | David O'Hare Joe Salisbury                | Jeevan Nedunchezhiyan Christopher Rungkat | 6-76, 6-3, [11-9]    |
| 2016 | Nicolas Meister Eric Quigley              | Sekou Bangoura Dean O'Brien               | 6–1, 6–1             |
| 2015 | Denys Molchanov Andrey Rublev             | Hans Hach Verdugo Luis Patiño             | 6-4, 7-65            |
| 2014 | Samuel Groth Chris Guccione               | Ryan Harrison Mark Knowles                | 6-4, 6-2             |
| 2013 | Alex Kuznetsov Mischa Zverev              | Tennys Sandgren Rhyne Williams            | 6–4, 6–74, [10–5]    |
| 2012 | Chris Eaton Dominic Inglot                | Nicholas Monroe Jack Sock                 | 6–7(6), 6–4, [19–17] |
| 2011 | Scott Lipsky Rajeev Ram                   | Dustin Brown Björn Phau                   | 7-6(3), 6-4          |
| 2010 | Scott Lipsky David Martin                 | Vasek Pospisil Adil Shamasdin             | 7-6(7), 6-3          |
| 2009 | Prakash Amritraj Rajeev Ram               | Patrick Briaud Jason Marshall             | 6–3, 4–6, 10–8       |
| 2008 | Benedikt Dorsch Björn Phau                | Scott Lipsky David Martin                 | 6–4, 6–4             |
| 2007 | Eric Butorac Jamie Murray                 | Rajeev Ram Bobby Reynolds                 | 6–4, 6–7(4), 10–7    |
| 2006 | Rajeev Ram Bobby Reynolds                 | Mirko Pehar Dušan Vemić                   | 6–3, 6–4             |
| 2005 | Rik de Voest Giovanni Lapentti            | Ramón Delgado André Sá                    | 6–4, 6–4             |
| 2004 | Jordan Kerr Todd Perry                    | Rik de Voest Eric Taino                   | 7–5, 6–3             |
| 2003 | Justin Gimelstob Scott Humphries          | Martín García Graydon Oliver              | 7–6(7), 7–6(4)       |
| 2002 | Giorgio Galimberti Frédéric Niemeyer      | Huntley Montgomery Brian Vahaly           | 7–6(1), 6–4          |
| 2001 | Gavin Sontag Jerry Turek                  | Dušan Vemić Lovro Zovko                   | 3–6, 7–5, 7–5        |
| 2000 | No se disputó                             | No se disputó                             | No se disputó        |
| 1999 | Paul Kilderry Grant Silcock               | Mitch Sprengelmeyer Jason Weir-Smith      | 4–6, 6–3, 6–1        |
| 1998 | Jared Palmer Jonathan Stark               | Michael Hill Scott Humphries              | 6–3, 6–4             |